# Fagernäs träsk
Fagernäs träsk är en sjö i Geta kommun i Åland (Finland). Den ligger i den norra delen av landskapet, 40 km norr om huvudstaden Mariehamn. Fagernäs träsk ligger 10 meter över havet. Arean är 10,1 hektar och strandlinjen är 2,25 kilometer lång. Sjön  ingår i Norra Skärgårdshavets avrinningsområde.   Den ligger på ön Fasta Åland.